# Corbère
Pour les articles homonymes, voir Corbère.
Corbère  est une commune française située dans l'est du département des Pyrénées-Orientales, en région Occitanie. Sur le plan historique et culturel, la commune est dans la région des Aspres, un minusule territoire roussillonnais compris entre les sillons de la Têt au nord et du Tech au sud qui tire son nom de la nature caillouteuse de ses sols.
Exposée à un climat méditerranéen, elle est drainée par la Comelade et par un autre cours d'eau. La commune possède un patrimoine naturel remarquable composé d'une zone naturelle d'intérêt écologique, faunistique et floristique.
Corbère est une commune rurale qui compte 780 habitants en 2022, après avoir connu un pic de population de 1 545 habitants en 1841. Elle est dans l'unité urbaine d'Ille-sur-Têt et fait partie de l'aire d'attraction de Perpignan. Ses habitants sont appelés les Corbériens ou  Corbériennes.

## Géographie

### Localisation
La commune de Corbère se trouve dans le département des Pyrénées-Orientales, en région Occitanie.
Elle se situe à 20 km à vol d'oiseau de Perpignan, préfecture du département, à 20 km de Prades, sous-préfecture, et à 11 km du Le Soler, bureau centralisateur du canton de la Vallée de la Têt dont dépend la commune depuis 2015 pour les élections départementales.
La commune fait en outre partie du bassin de vie d'Ille-sur-Têt.
Les communes les plus proches sont : 
Corbère-les-Cabanes (1,4 km), Saint-Michel-de-Llotes (3,1 km), Camélas (3,6 km), Ille-sur-Têt (3,8 km), Néfiach (4,6 km), Castelnou (5,1 km), Millas (5,1 km), Casefabre (5,6 km).
Sur le plan historique et culturel, Corbère fait partie de la région des Aspres. Compris entre les sillons de la Têt au nord et du Tech au sud, ce minuscule territoire roussillonnais tire son nom de la nature caillouteuse de ses sols.
Corbère est limitrophe de six autres communes.
Les communes limitrophes sont  Caixas, Camélas, Corbère-les-Cabanes, Ille-sur-Têt, Millas et Saint-Michel-de-Llotes.
|                        | Millas  |                     |
| Ille-sur-Têt           | Corbère | Corbère-les-Cabanes |
| Saint-Michel-de-Llotes | Caixas  | Camélas             |

### Géologie et relief
La superficie de la commune est de 725 hectares ; son altitude varie de 130  à   523 mètres.
La commune est classée en zone de sismicité 3, correspondant à une sismicité modérée.

### Climat
Pour des articles plus généraux, voir Climat de l'Occitanie et Climat des Pyrénées-Orientales.
En 2010, le climat de la commune est de type climat méditerranéen franc, selon une étude du CNRS s'appuyant sur une série de données couvrant la période 1971-2000. En 2020, Météo-France publie une typologie des climats de la France métropolitaine dans laquelle la commune est exposée à un climat méditerranéen et est dans la région climatique Pyrénées orientales, caractérisée par une faible pluviométrie, un très bon ensoleillement (2 600 h/an), un air sec, particulièrement en hiver et peu de brouillards.
Pour la période 1971-2000, la température annuelle moyenne est de 14,3 °C, avec une amplitude thermique annuelle de 15,3 °C. Le cumul annuel moyen de précipitations est de 773 mm, avec 5,8 jours de précipitations en janvier et 3,4 jours en juillet. Pour la période 1991-2020, la température moyenne annuelle observée sur la station météorologique la plus proche, située sur la commune de Caixas à 8 km à vol d'oiseau, est de 15,5 °C et le cumul annuel moyen de précipitations est de 729,7 mm,. Pour l'avenir, les paramètres climatiques de la commune estimés pour 2050 selon différents scénarios d’émission de gaz à effet de serre sont consultables sur un site dédié publié par Météo-France en novembre 2022.

### Milieux naturels et biodiversité

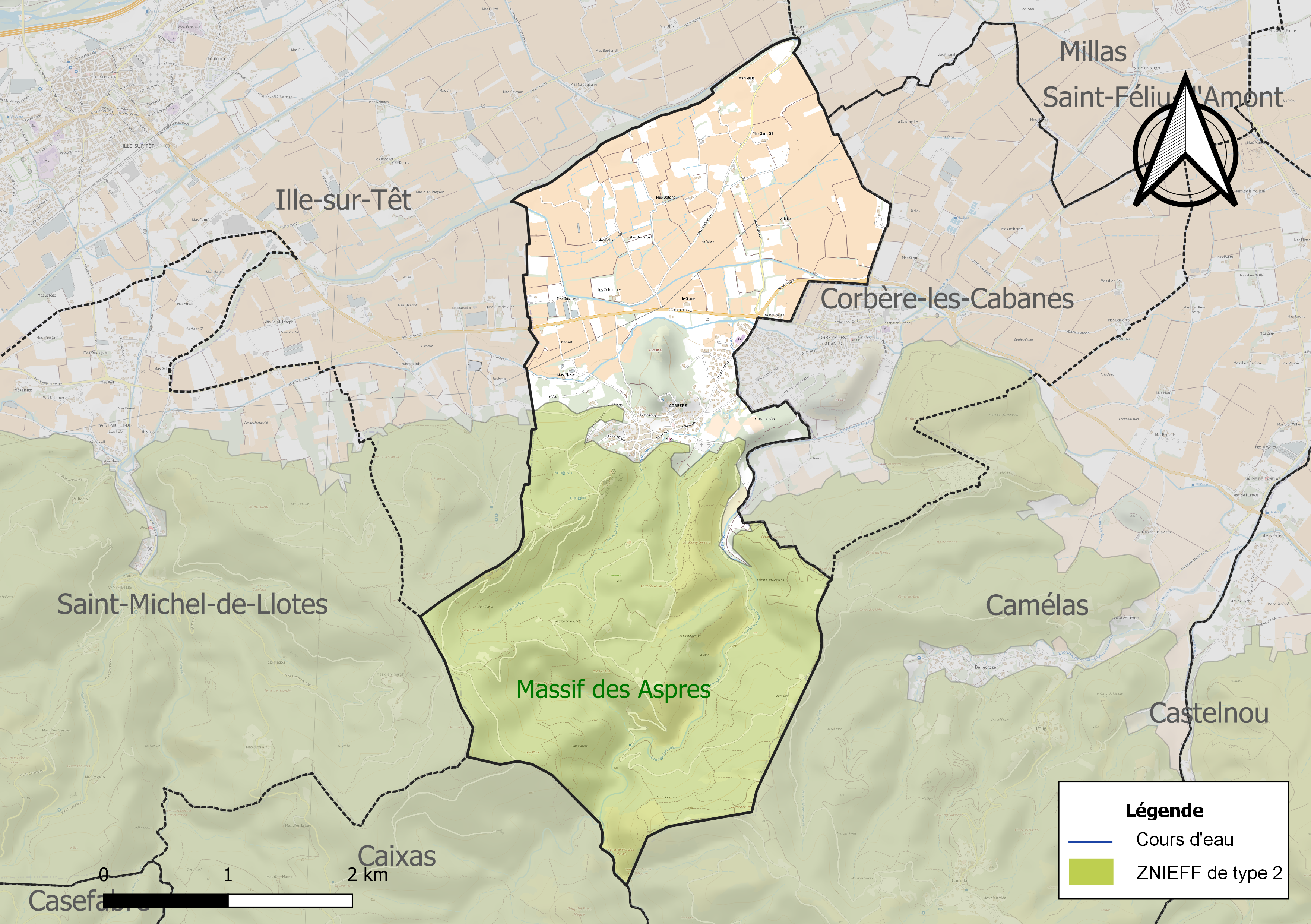
Carte de la ZNIEFF de type 2 localisée sur la commune.

L’inventaire des zones naturelles d'intérêt écologique, faunistique et floristique (ZNIEFF) a pour objectif de réaliser une couverture des zones les plus intéressantes sur le plan écologique, essentiellement dans la perspective d’améliorer la connaissance du patrimoine naturel national et de fournir aux différents décideurs un outil d’aide à la prise en compte de l’environnement dans l’aménagement du territoire.
Une ZNIEFF de type 2 est recensée sur la commune :
le « massif des Aspres » (28 819 ha), couvrant 37 communes du département.

## Urbanisme

### Typologie
Au 1er janvier 2024, Corbère est catégorisée bourg rural, selon la nouvelle grille communale de densité à sept niveaux définie par l'Insee en 2022.
Elle appartient à l'unité urbaine d'Ille-sur-Têt, une agglomération intra-départementale regroupant quatre  communes, dont elle est une commune de la banlieue,,. Par ailleurs la commune fait partie de l'aire d'attraction de Perpignan, dont elle est une commune de la couronne,. Cette aire, qui regroupe 118 communes, est catégorisée dans les aires de 200 000 à moins de 700 000 habitants,.

### Occupation des sols
L'occupation des sols de la commune, telle qu'elle ressort de la base de données européenne d’occupation biophysique des sols Corine Land Cover (CLC), est marquée par l'importance des forêts et milieux semi-naturels (56,2 % en 2018), une proportion identique à celle de 1990 (56,2 %). La répartition détaillée en 2018 est la suivante : 
cultures permanentes (39,5 %), forêts (32,6 %), milieux à végétation arbustive et/ou herbacée (23,6 %), zones urbanisées (4,2 %), espaces verts artificialisés, non agricoles (0,1 %). L'évolution de l’occupation des sols de la commune et de ses infrastructures peut être observée sur les différentes représentations cartographiques du territoire : la carte de Cassini (XVIIIe siècle), la carte d'état-major (1820-1866) et les cartes ou photos aériennes de l'IGN pour la période actuelle (1950 à aujourd'hui).

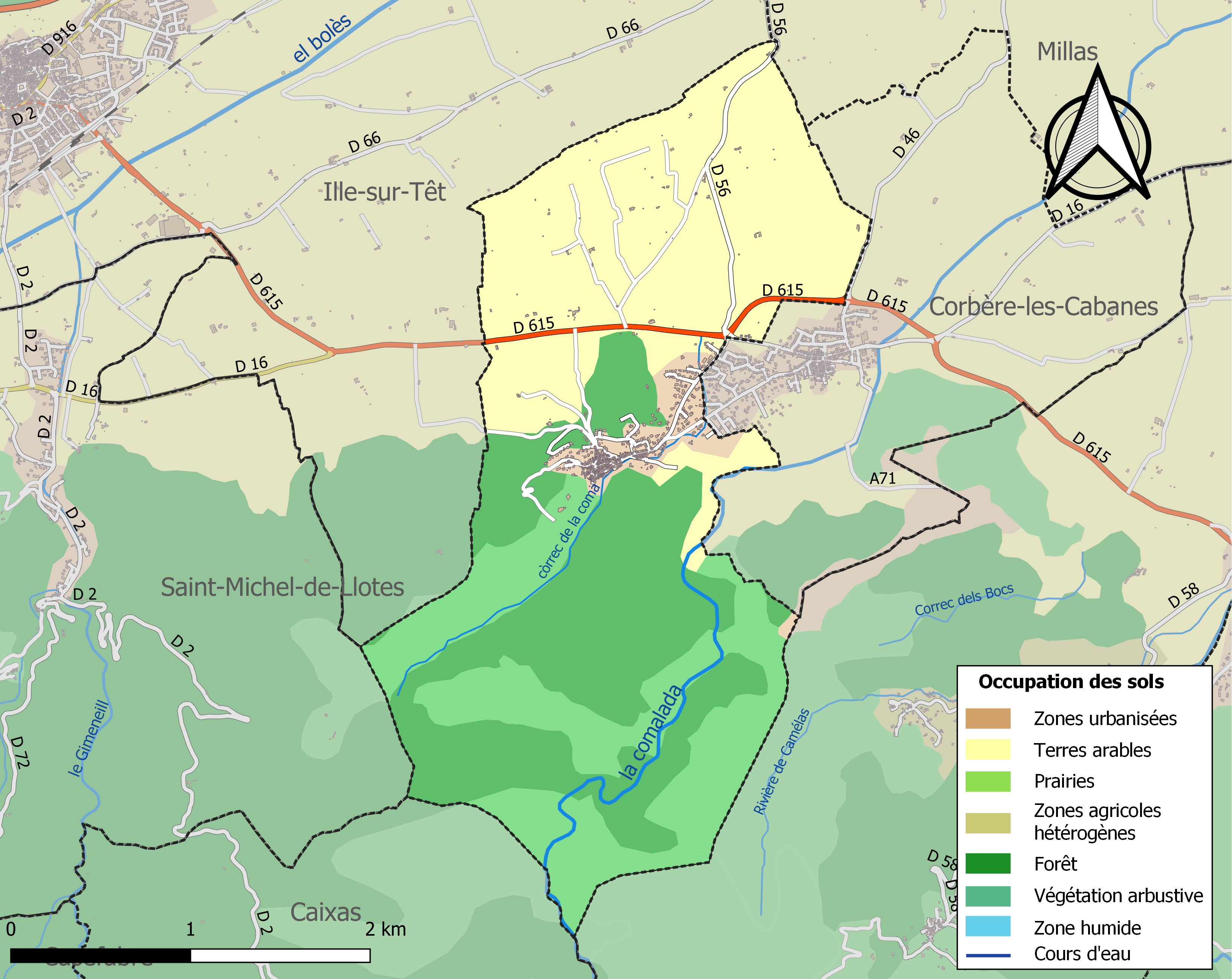
Carte des infrastructures et de l'occupation des sols de la commune en 2018 (CLC).

### Voies de communication et transports
La ligne 512 du réseau régional liO relie la commune à la gare de Perpignan.

### Risques majeurs
Le territoire de la commune de Corbère est vulnérable à différents aléas naturels : inondations, climatiques (grand froid ou canicule), feux de forêts, mouvements de terrains et séisme (sismicité modérée). Il est également exposé à un risque particulier, le risque radon,.

#### Risques naturels
Certaines parties du territoire communal sont susceptibles d’être affectées par le risque d’inondation par crue torrentielle de cours d'eau du bassin de la Têt.
Les mouvements de terrains susceptibles de se produire sur la commune sont soit des mouvements liés au retrait-gonflement des argiles, soit des glissements de terrains, soit des chutes de blocs, soit des effondrements liés à des cavités souterraines. Une cartographie nationale de l'aléa retrait-gonflement des argiles permet de connaître les sols argileux ou marneux susceptibles vis-à-vis de ce phénomène. L'inventaire national des cavités souterraines permet par ailleurs de localiser celles situées sur la commune.

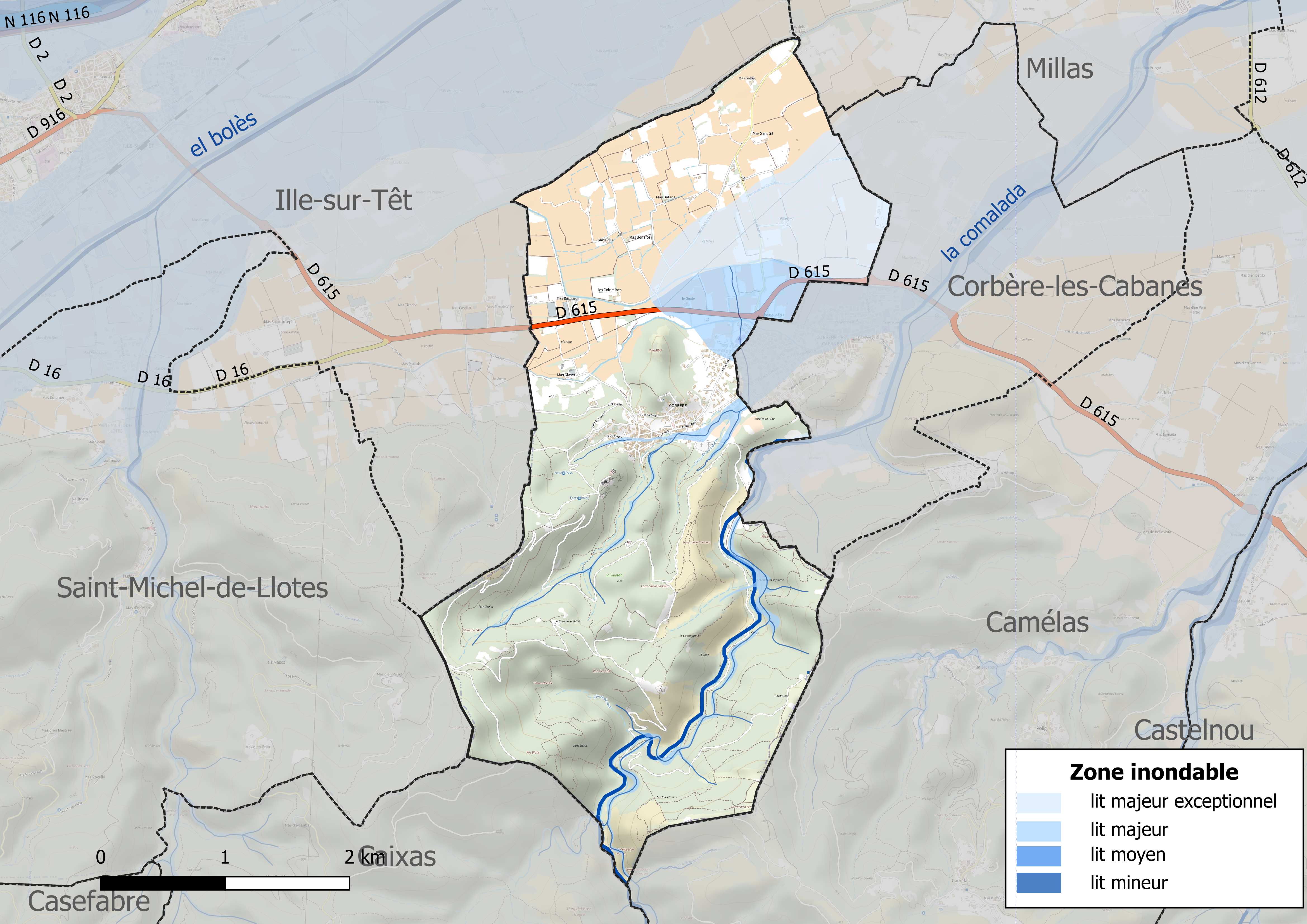
Carte des zones inondables.
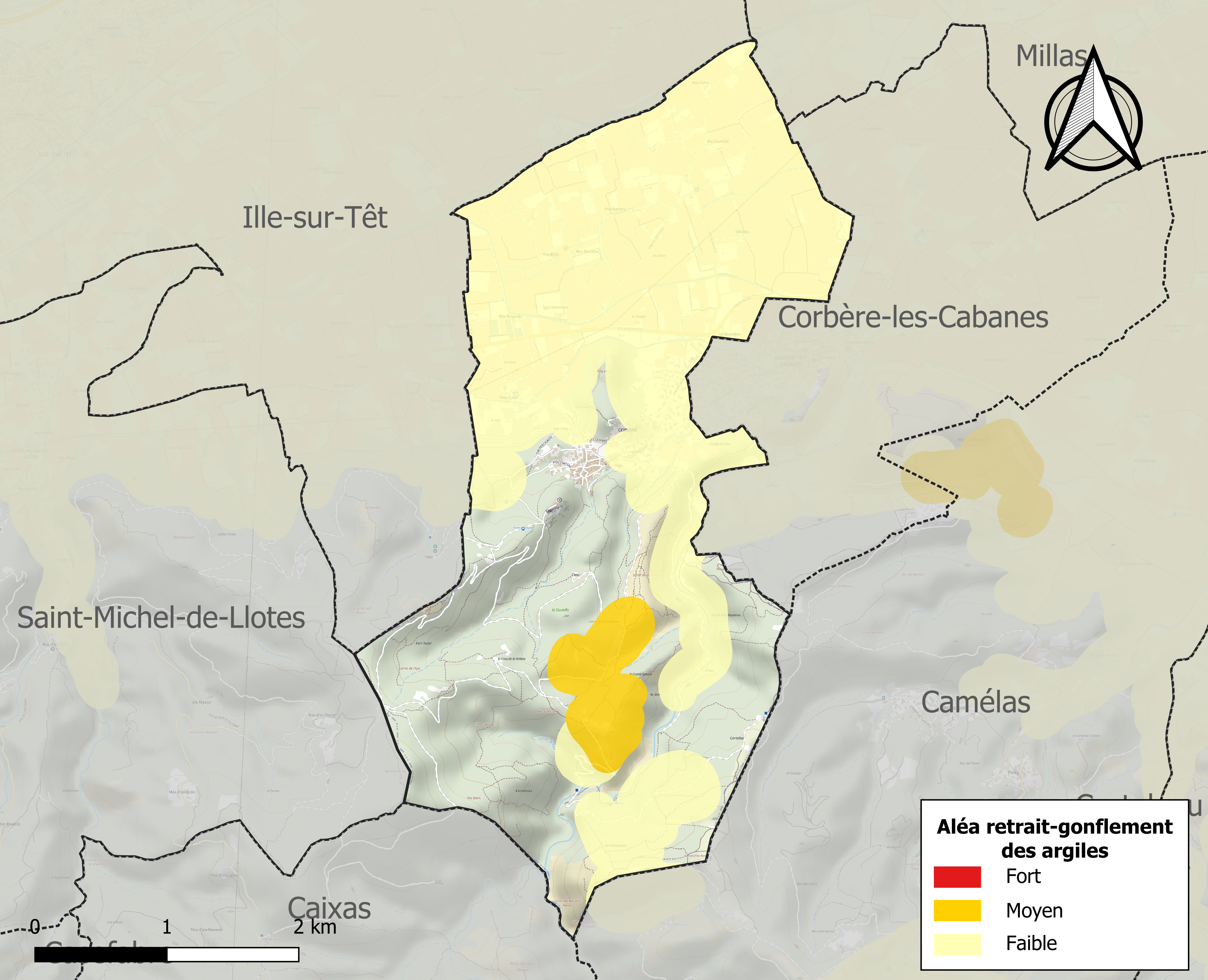
Carte des zones d'aléa retrait-gonflement des argiles.

#### Risque particulier
Dans plusieurs parties du territoire national, le radon, accumulé dans certains logements ou autres locaux, peut constituer une source significative d’exposition de la population aux rayonnements ionisants. Toutes les communes du département sont concernées par le risque radon à un niveau plus ou moins élevé. Selon la classification de 2018, la commune de Corbère est classée en zone 3, à savoir zone à potentiel radon significatif.

## Toponymie

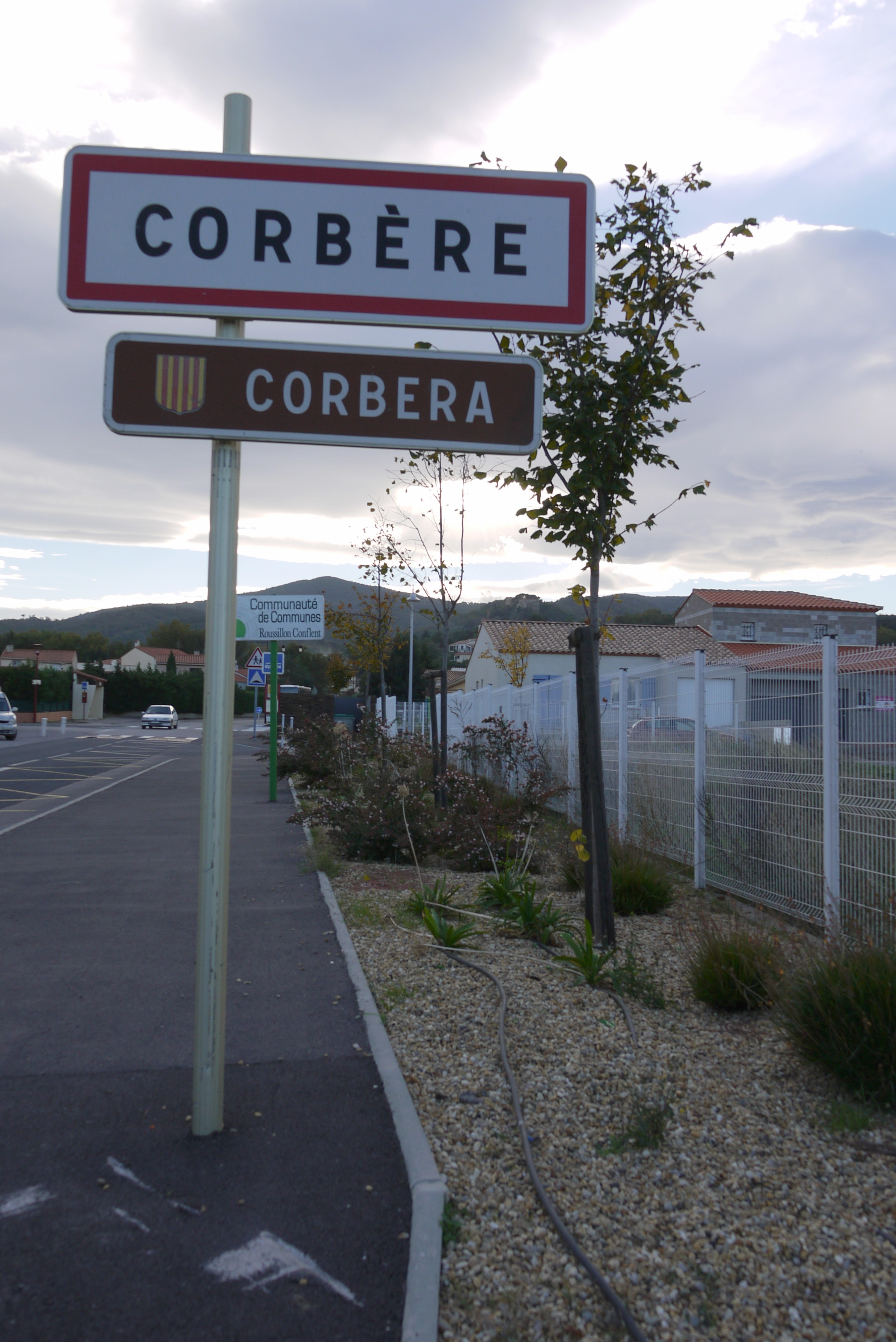
Panneau d'entrée de Corbère.

En catalan, le nom de la commune est Corbera. Le village s'appelait auparavant Cortals de Corbera, puis Corbera del Castell ou Corbera del Mig.
Les noms Corbera et Corbaria apparaissent déjà entre 953 et 988.
Du latin corbus (corbeau) avec le suffixe –aria (« aire »).

## Histoire
Le hameau des Cabanes se développe à partir du XVIe siècle. Il prend progressivement un peu plus d'importance dans les siècles suivants, ce qui l'amène à demander son autonomie au XIXe siècle. La commune de Corbère-les-Cabanes est alors créée par détachement d'une partie du territoire de Corbère par la loi no 3 586 du 14 mai 1856,.

## Politique et administration

### Canton
Dès 1790, la commune de Corbère est incluse dans le canton de Millas, qu'elle ne quitte plus par la suite.
À compter des élections départementales de 2015, la commune est incluse dans le nouveau canton de la Vallée de la Têt.

### Administration municipale
Le nombre d'habitants au recensement de 2011 étant compris entre 500 et 1 499 habitants, le nombre de membres du conseil municipal pour l'élection de 2014 est de quinze,.

### Liste des maires

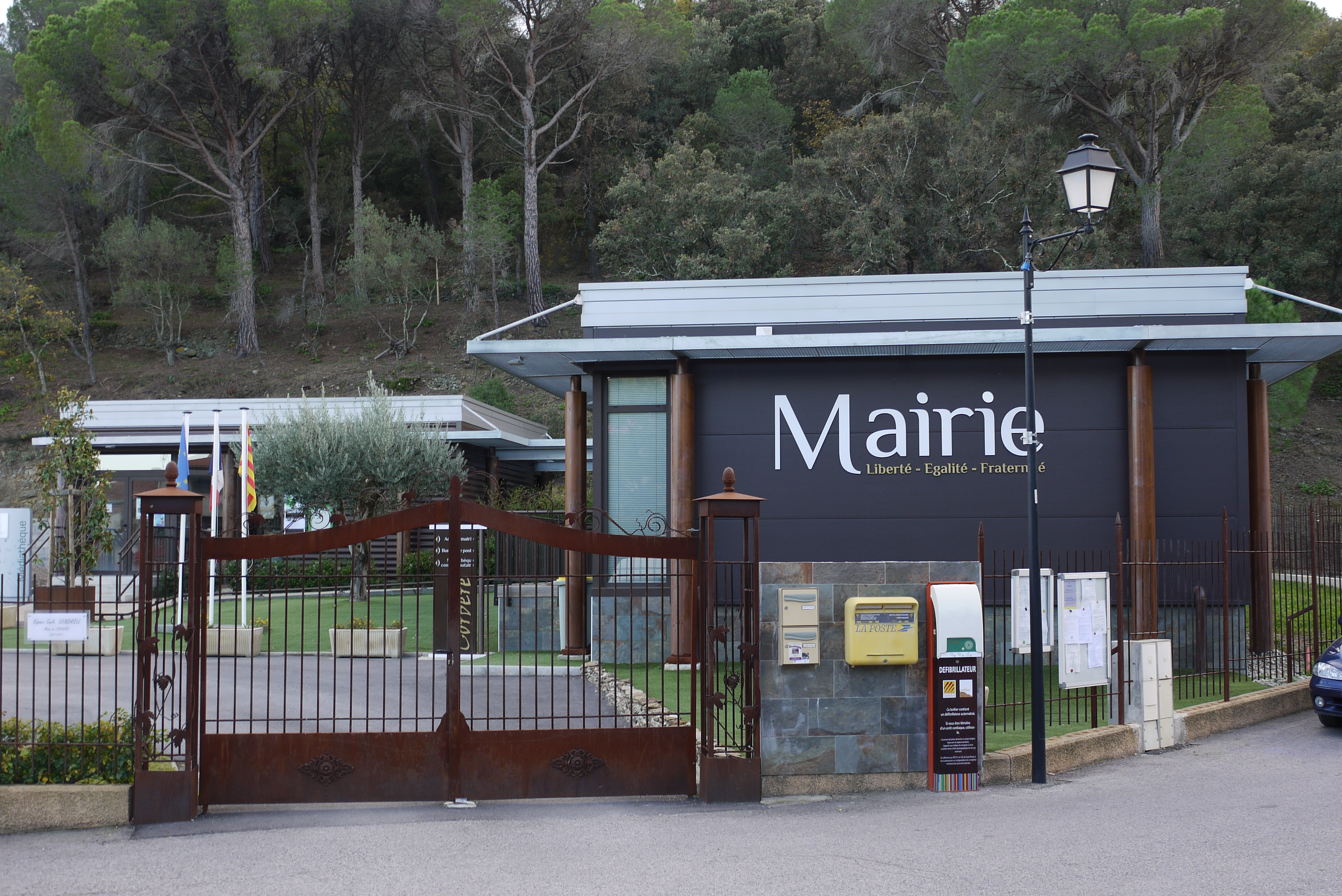
La nouvelle mairie.

| Période   | Période       | Identité             | Étiquette | Qualité                          |
| --------- | ------------- | -------------------- | --------- | -------------------------------- |
| 1793      | 1796          | Pierre Roig          |           |                                  |
| 1796      | 1800          | Simon Ponsich        |           |                                  |
| 1800      | 1808          | Joseph Roig          |           |                                  |
| 1808      | 1815          | Sébastien Llech      |           |                                  |
| 1815      | 1815          | Joseph Pons-Texidon  |           |                                  |
| 1815      | 1817          | Pierre Roig          |           |                                  |
| 1817      | 1821          | Joseph Bousquet      |           |                                  |
| 1821      | 1837          | Valentin Llech       |           |                                  |
| 1837      | 1840          | Sébastien Llech      |           |                                  |
| 1840      | 1846          | Jean Roig-Claru      |           |                                  |
| 1846      | 1848          | Sébastien Llech      |           |                                  |
| 1848      | 1848          | Jean Roig-Claru      |           |                                  |
| 1848      | 1878          | Joseph Llech         |           |                                  |
| 1878      | 1886          | Valentin Llech       |           |                                  |
| 1886      | 1888          | Pierre Sournia-Falui |           |                                  |
| 1888      | 1888          | Jean Ros             |           |                                  |
| 1888      | 1896          | Mathias Sourris      |           |                                  |
| 1896      | 1896          | Joseph Pouill-Curel  |           |                                  |
| 1896      | 1904          | Louis Pla            |           |                                  |
| 1904      | 1911          | Joseph Pouill-Curel  |           |                                  |
| 1911      | 1919          | Sébastien Brial      |           |                                  |
| 1919      | 1931          | Jacques Foulquier    |           |                                  |
| 1931      | 1944          | Sylvain Maillols     |           |                                  |
| 1944      | 1945          | Pierre Saurie        |           |                                  |
| 1945      | 1983          | Sylvain Maillols     | RPR       | Conseiller général puis sénateur |
| 1983      | 1995          | Pierre Ronde         |           |                                  |
| 1995      | 2001          | Jacques Bœuf         |           |                                  |
| mars 2001 | octobre 2013, | Émile Vendrell       |           |                                  |
| 2014      | En cours      | Joseph Silvestre     |           |                                  |

## Population et société

### Démographie ancienne
La population est exprimée en nombre de feux (f) ou d'habitants (H).
| 1365 | 1378 | 1470 | 1515 | 1553 | 1709  | 1720  | 1730  | 1765  |
| ---- | ---- | ---- | ---- | ---- | ----- | ----- | ----- | ----- |
| 23 f | 13 f | 12 f | 18 f | 19 f | 154 f | 184 f | 182 f | 350 H |

| 1767  | 1774  | 1789  | 1790  | - | - | - | - | - |
| ----- | ----- | ----- | ----- | - | - | - | - | - |
| 902 H | 182 f | 200 f | 708 H | - | - | - | - | - |

### Démographie contemporaine
L'évolution du nombre d'habitants est connue à travers les recensements de la population effectués dans la commune depuis 1793. Pour les communes de moins de 10 000 habitants, une enquête de recensement portant sur toute la population est réalisée tous les cinq ans, les populations de référence des années intermédiaires étant quant à elles estimées par interpolation ou extrapolation. Pour la commune, le premier recensement exhaustif entrant dans le cadre du nouveau dispositif a été réalisé en 2005.

En 2022, la commune comptait 780 habitants, en évolution de +7,73 % par rapport à 2016 (Pyrénées-Orientales : +3,92 %, France hors Mayotte : +2,11 %).
| 1793 | 1800 | 1806  | 1821  | 1831  | 1836  | 1841  | 1846  | 1851  |
| ---- | ---- | ----- | ----- | ----- | ----- | ----- | ----- | ----- |
| 843  | 979  | 1 133 | 1 231 | 1 361 | 1 434 | 1 545 | 1 518 | 1 481 |

| 1856 | 1861 | 1866 | 1872 | 1876 | 1881 | 1886 | 1891 | 1896 |
| ---- | ---- | ---- | ---- | ---- | ---- | ---- | ---- | ---- |
| 997  | 900  | 926  | 847  | 841  | 769  | 737  | 703  | 688  |

| 1901 | 1906 | 1911 | 1921 | 1926 | 1931 | 1936 | 1946 | 1954 |
| ---- | ---- | ---- | ---- | ---- | ---- | ---- | ---- | ---- |
| 616  | 643  | 640  | 510  | 538  | 500  | 523  | 423  | 435  |

| 1962 | 1968 | 1975 | 1982 | 1990 | 1999 | 2005 | 2006 | 2010 |
| ---- | ---- | ---- | ---- | ---- | ---- | ---- | ---- | ---- |
| 435  | 471  | 421  | 420  | 442  | 543  | 591  | 595  | 661  |

| 2015 | 2020 | 2022 | - | - | - | - | - | - |
| ---- | ---- | ---- | - | - | - | - | - | - |
| 728  | 777  | 780  | - | - | - | - | - | - |

Note : à partir de 1856, la commune de Corbère-les-Cabanes est recensée de manière indépendante.
| selon la population municipale des années : | 1968 | 1975 | 1982 | 1990 | 1999 | 2006 | 2009 | 2013 |
| Rang de la commune dans le département      | 93   | 94   | 98   | 103  | 98   | 101  | 100  | 94   |
| Nombre de communes du département           | 232  | 217  | 220  | 225  | 226  | 226  | 226  | 226  |

### Enseignement
Le secteur du collège est Ille-sur-Têt.

### Manifestations culturelles et festivités
- Fête patronale : 18 janvier[44] ;
- Fêtes communales : lundi de Pentecôte et feux de la Saint-Jean[44] ;
- Fête des estivants : 2e dimanche d'août[44] ;
- Marché : lundi après le 1er dimanche d'octobre[44].

## Économie

### Revenus
En 2018, la commune compte 309 ménages fiscaux, regroupant 788 personnes. La médiane du revenu disponible par unité de consommation est de 22 020 € (19 350 € dans le département).

### Emploi
|                | 2008   | 2013   | 2018   |
| -------------- | ------ | ------ | ------ |
| Commune        | 9,3 %  | 11,3 % | 8,2 %  |
| Département    | 10,3 % | 12,9 % | 13,3 % |
| France entière | 8,3 %  | 10 %   | 10 %   |

En 2018, la population âgée de 15 à 64 ans s'élève à 481 personnes, parmi lesquelles on compte 79,8 % d'actifs (71,6 % ayant un emploi et 8,2 % de chômeurs) et 20,2 % d'inactifs,. En  2018, le taux de chômage communal (au sens du recensement) des 15-64 ans est inférieur à celui de la France et du département, alors qu'en 2008 il était supérieur à celui de la France.
La commune fait partie de la couronne de l'aire d'attraction de Perpignan, du fait qu'au moins 15 % des actifs travaillent dans le pôle,. Elle compte 87 emplois en 2018, contre 117 en 2013 et 93 en 2008. Le nombre d'actifs ayant un emploi résidant dans la commune est de 350, soit un indicateur de concentration d'emploi de 24,7 % et un taux d'activité parmi les 15 ans ou plus de 66,5 %.
Sur ces 350 actifs de 15 ans ou plus ayant un emploi, 51 travaillent dans la commune, soit 15 % des habitants. Pour se rendre au travail, 92,9 % des habitants utilisent un véhicule personnel ou de fonction à quatre roues, 0,3 % les transports en commun, 4,4 % s'y rendent en deux-roues, à vélo ou à pied et 2,5 % n'ont pas besoin de transport (travail au domicile).

### Activités hors agriculture

#### Secteurs d'activités
60 établissements sont implantés  à Corbère au 31 décembre 2019. Le tableau ci-dessous en détaille le nombre par secteur d'activité et compare les ratios avec ceux du département,.
| Secteur d'activité                                                                                        | Commune | Commune | Département |
| Secteur d'activité                                                                                        | Nombre  | %       | %           |
| --- | ------- | ------- | ----------- |
| Ensemble                                                                                                  | 60      |         |             |
| Industrie manufacturière, industries extractives et autres                                                | 4       | 6,7 %   | (8,7 %)     |
| Construction                                                                                              | 9       | 15 %    | (14,3 %)    |
| Commerce de gros et de détail, transports, hébergement et restauration                                    | 17      | 28,3 %  | (30,5 %)    |
| Activités immobilières                                                                                    | 7       | 11,7 %  | (6,2 %)     |
| Activités spécialisées, scientifiques et techniques et activités de services administratifs et de soutien | 12      | 20 %    | (13 %)      |
| Administration publique, enseignement, santé humaine et action sociale                                    | 5       | 8,3 %   | (13,9 %)    |
| Autres activités de services                                                                              | 6       | 10 %    | (8,5 %)     |

Le secteur du commerce de gros et de détail, des transports, de l'hébergement et de la restauration est prépondérant sur la commune puisqu'il représente 28,3 % du nombre total d'établissements de la commune (17 sur les 60 entreprises implantées  à Corbère), contre 30,5 % au niveau départemental.

#### Entreprises et commerces
Les deux entreprises ayant leur siège social sur le territoire communal qui génèrent le plus de chiffre d'affaires en 2020 sont : 
- Trouillas Jardins, services d'aménagement paysager (85 k€)
- SARL Vinayak, location de terrains et d'autres biens immobiliers (25 k€)
- Relais multi-service labellisé Bistrot de Pays[46],[47].

### Agriculture
La commune est dans la « plaine du Roussillon », une petite région agricole occupant la bande côtière et une grande partie centrale du département des Pyrénées-Orientales. En 2020, l'orientation technico-économique de l'agriculture  sur la commune est la culture de fruits ou d'autres cultures permanentes.
|               | 1988 | 2000 | 2010 | 2020 |
| ------------- | ---- | ---- | ---- | ---- |
| Exploitations | 52   | 22   | 17   | 18   |
| SAU (ha)      | 221  | 217  | 224  | 269  |

Le nombre d'exploitations agricoles en activité et ayant leur siège dans la commune est passé de 52 lors du recensement agricole de 1988  à 22 en 2000 puis à 17 en 2010 et enfin à 18 en 2020, soit une baisse de 65 % en 32 ans. Le même mouvement est observé à l'échelle du département qui a perdu pendant cette période 73 % de ses exploitations,. La surface agricole utilisée sur la commune a quant à elle augmenté, passant de 221 ha en 1988 à 269 ha en 2020. Parallèlement la surface agricole utilisée moyenne par exploitation a augmenté, passant de 4 à 15 ha.

## Culture locale et patrimoine

### Monuments et lieux touristiques

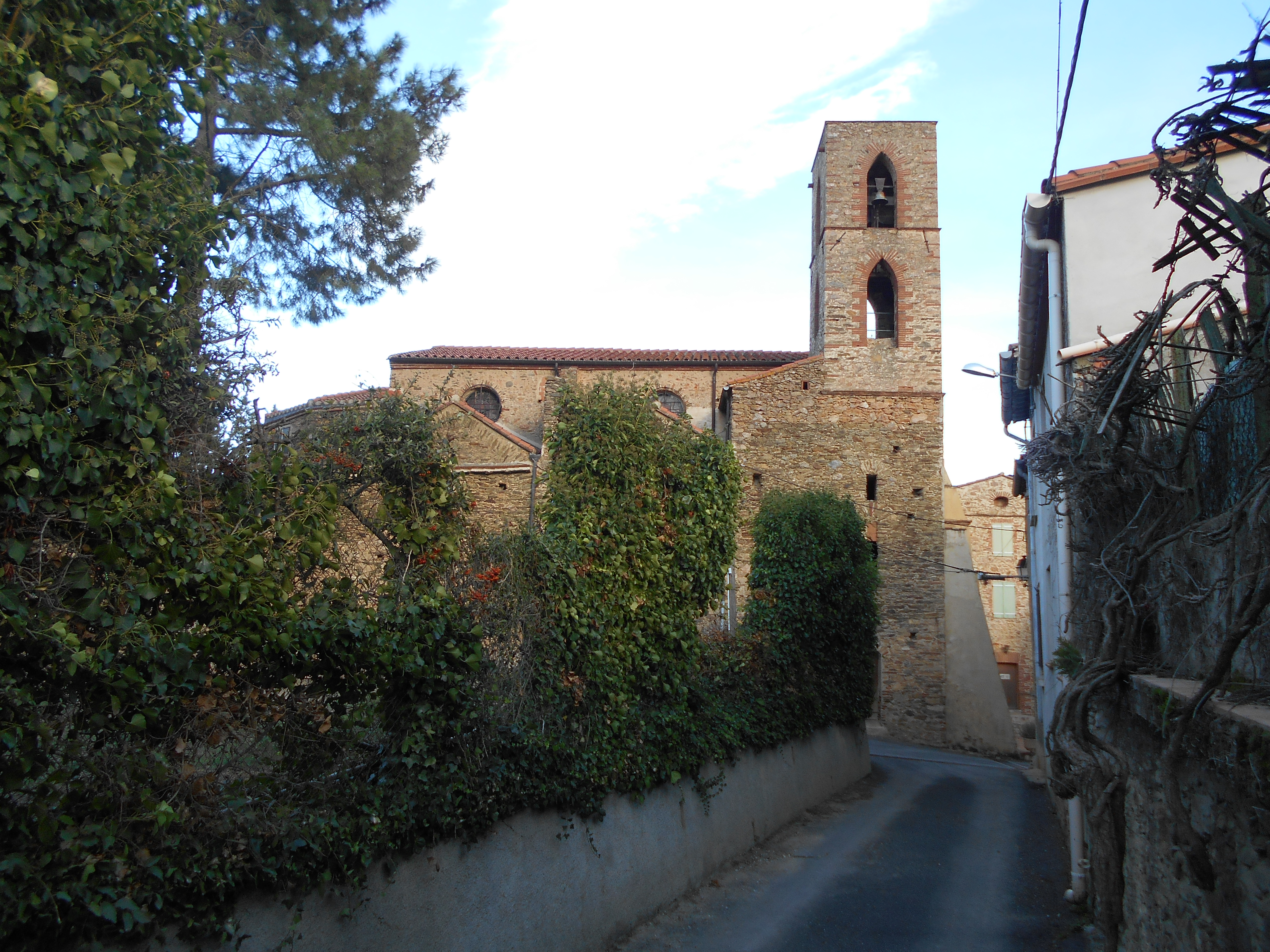
Église Saint-Pierre de Corbère

- Église Saint-Pierre del Bosc : ancienne église paroissiale de Corbère, située au sud-est du village. L'édifice est de style roman, datant du XIIe siècle, mais conservant des vestiges préromans du IXe et Xe siècles. La nef unique est couverte d'une voûte en berceau brisé, caractéristique du roman tardif en Roussillon.
- Église Saint-Julien de Vallventosa : église romane en ruines.
- Église Saint-Pierre de Corbère.
- Église Notre-Dame-de-la-Poire de Corbère-de-Dalt.
- Château de Corbère : château médiéval construit du XIIe siècle au XIVe siècle.

### Personnalités liées à la commune
- Joseph Roig (1889-1984) : militaire né à Corbère ;
- Sylvain Maillols (1901-1988) : ancien maire de Corbère, conseiller général et sénateur.
- Coco Chanel, réfugiée en 1940[52].